# جون ليونز (لاعب كرة قدم)
جون ليونز (بالإنجليزية: John Lyons)‏ هو لاعب كرة قدم بريطاني في مركز الهجوم، ولد في 8 نوفمبر 1956 في Buckley, Flintshire ‏ في المملكة المتحدة، وتوفي في 11 نوفمبر 1982 في Layer de la Haye ‏ في المملكة المتحدة. لعب مع كامبريدج يونايتد وكولتشستر يونايتد ونادي ريكسهام ونادي ميلوول.